# Pirati dei Caraibi - Ai confini del mondo (videogioco)
Pirati dei Caraibi - Ai confini del mondo è un videogioco uscito per le console PlayStation 2, PlayStation 3, Xbox 360, Nintendo DS, PlayStation Portable, Wii e per il sistema operativo Microsoft Windows il 25 maggio 2007 in Europa. Il gioco ha riscosso un discreto successo vista la massiccia pubblicità.

## Trama
L'intero gioco grava sulla ricerca dei Signori dei Pirati per la riunione del Conclave dei Pirati alla Città del Naufragio. Il motivo di questa ricerca è il cercare di trovare rimedio allo sterminio dei pirati condotto dal perfido Davy Jones. Alla riunione bisognerà contrastare questo sterminio, che potrebbe portare alla scomparsa definitiva della pirateria - e per fare ciò si eleggerà il Re dei Pirati, che deciderà il da farsi.
(Beckett prima della battaglia finale)
Il Capitano Jack Sparrow è stato imprigionato nella Prigione Fortezza e viene trovato dal padre: Capitano Tegue Sparrow, che gli dà una spada e lo aiuta a scappare. Il Pirata dice a Jack che deve recarsi a Port Royal per cercare Tia Dalma: una sacerdotessa vudù che conosce il segreto per sconfiggere Davy Jones. Dopo aver liberato alcuni prigionieri ed essere fuggito dalla fortezza, Tegue calcia il figlio spingendolo in una canoa, con la quale Jack naviga per un po', fino ad imbattersi nella Perla Nera. Nota subito che tutti i membri dell'equipaggio sono nascosti e che "Sputafuoco" Bill Turner (padre di William Turner) lo avverte della minaccia di Jones che incombe su di lui e che deve rifugiarsi sulla terra ferma.
Non avendo il tempo di arrivare a Port Royal, Jack si imbatte in un'isola abitata da una popolazione primitiva: i Pelagostos. Superstiziosi e violenti, il popolo scambia Jack per una divinità per via dei suoi vestiti e vogliono darlo in sacrificio per farlo ritornare in cielo. William Turner (Will) sta navigando le acque su una canoa e nell'esplorazione, incontra Jack, realizzando anche che i Pelagostos sono piuttosto ostili e lo attaccano. Liberando alcuni membri della ciurma della Perla Nera, Jack e Will riescono a fuggire su una zattera semi-distrutta ed improvvisata e a ricongiungersi alla nave comandata dal quartier mastro: Joshamee Gibbs, dirigendosi a Port Royal.
Qui riescono a trovare Tia Dalma, che rivela che Davy Jones può essere ucciso solo se il suo cuore verrà pugnalato e che chi lo possiede controlla Jones. Inoltre, dice che devono ritrovare tutti i Nove Pirati Nobili, sparsi per le località del Mar dei Caraibi. Jack inizia liberando il capitano Chevalle il Francese, che sta per essere lapidato. Fuggendo, Jack incontra il Governatore Swann, che gli dice che sua figlia è stata condannata per pirateria da Lord Culter Beckett e che è corsa a Tortuga per cercare Will Turner. Ricongiunto al suo equipaggio, Jack e Will si imbarcano verso Tortuga, ma vengono rintracciati dall'Olandese Volante. Will vi si dirige all'interno di nascosto e riesce a prendere la chiave del forziere di Davy Jones e a parlare con suo padre, promettendogli che sarebbe tornato a prenderlo. Tornato sulla Perla Nera, Jones minaccia Jack di una morte lenta ed atroce e gli dice che i Sette Mari non sono abbastanza vasti per nascondersi.
A Tortuga, Jack trova e duella con Eduardo Villanova: Signore dei Pirati in compagnia di sua moglie: la Signora Ching. Riuscendo a reclutarli, salva Elisabeth Swann e James Norringhton - ubriaco - da una rissa in una taverna e scappano dai pirati locali.
Navigano fino all'Isla Cruces, dove trovano il forziere di Davy Jones, che però viene rubato da Norringhton, che lo consegna a Beckett: ora lui e la Marina britannica hanno il controllo di Davy Jones, che rintraccia la Perla Nera e cerca di abbordarla, ma il vento spiega le vele dalla direzione opposta. Frustrato, Jones evoca il Kraken: mostro marino gigante dalle sembianze di una piovra. Il Kraken attacca la Perla Nera, ma grazie al sacrificio di Jack, l'equipaggio riesce a fuggire ed il Kraken, in punto di morte, mangia l'intero vascello con Jack a bordo.
Sottocoperta, Tia Dalma rivela di aver resuscitato il defunto Hector Barbossa affinché potesse aiutarli a ritrovare Jack e per farlo, partono alla volta di Singapore, per accordarsi con Sao Feng: Signore dei Pirati del sud-est asiatico. Questo, però, declina e vuole vedere Jack Sparrow morto. Per questo, Will stringe un patto con lui: se Sao Feng gli avesse offerto una mappa e una nave per raggiungere l'interno del forziere di Davy Jones (vale a dire lo stomaco del Kraken), loro gli avrebbero portato vivo Jack Sparrow. Nel frattempo, Barbossa combatte contro le mogli di Sao Feng e Singapore viene invasa dai soldati britannici, che riescono a far esplodere il molo.
Imbarcati, con L'Imperatrice (la nave di Sao Feng) per i Confini del Mondo, Barbossa trova Jack ancora vivo e la Perla Nera viene ritrasportata in mare da alcuni Ragni di Sabbia. Nel frattempo, Jack si dirige all'Inferno per salvare il capitan Jokar il Gentiluomo, intrappolato in una gabbia di ossa.
Arrivati alla Città del Naufragio (Baia dei Relitti), Jack rincontra suo padre, che gli dice che alcuni uomini di Beckett sono entrati in città e che il Conclave dei Pirati deve avere inizio al più presto. Jack riporta capitan Hammand il Corsaro ed il capitan Sevijh Savajih l'Indiano nella Sala del Conclave. Barbossa raggiunge in tempo la località e si unisce al Conclave, dove tutti mostrano i Pezzi da Otto e votano per sé stessi, venendo raggiunti da Elizabeth, la quale è stata proclamata Signora dei Pirati da Sao Feng alla sua morte nell'Imperatrice, a seguito dell'abbordaggio dell'Olandese Volante - e che è stata catturata da Jones e liberata dal defunto Norringhton.
Jack vota per Elizabeth, facendola diventare Re dei Pirati. Elizabeth decide di attaccare la nave di Davy Jones, mentre Tia Dalma si trasforma nella dea Calipso, causando il Maelstrom. Jack e Will salgono sull'Olandese Volante e Davy trafigge Will che, in punto di morte, a sua volta trafigge il cuore di Davy Jones, assumendo il controllo dell'Olandese Volante e ritornando alla vita. Nel frattempo, la Perla Nera viene attaccata dal vascello di Beckett, che viene sconfitto e la sua nave diventa un relitto, raggiungendo l'Olandese.
Hector Barbossa tradisce Jack e gli concede una scialuppa per andarsene. Jack approda nuovamente a Port Royal ed un barone lo prende in giro, chiamandolo solo: "Jack Sparrow", mentre Jack gli ricorda che il suo nome è: Capitan Jack Sparrow.

## Personaggi

### Principali
- Jack Sparrow: è un pirata figlio di Edward Tegue ed è il legittimo capitano della Perla Nera. Nonostante la trama del gioco non gravi su di lui, è comunque il protagonista assoluto. Egli libera tutti i Signori dei Pirati, fino a rivelarsi egli stesso uno di loro. Assieme a Will, sconfigge Davy Jones nel duello finale e Lord Culter Beckett. Alla fine del gioco, Barbossa si appropria illecitamente della sua nave e gli concede una scialuppa per andarsene. Jack approda a Port Royal, dove viene schernito da un barone.
- William Turner Junior: figlio del pirata Bill Turner, egli era un abile cacciatore di pirati, fino a convertirsi in uno di loro. Si innamora di Elisabeth Swann (la figlia del Governatore Weatherby Swann). Nel gioco, salva Jack Sparrow dai Pelagostos ed insieme scappano. Dopo la fuga da Port Royal, riesce a recuperare la chiave del forziere di Davy Jones e diventa il nuovo capitano dell'Olandese Volante, dopo aver pugnalato il cuore di Jones.
- Elizabeth Swann: donna appartenente all'alta nobiltà inglese, era alla ricerca di avventura e quindi si unì ai Pirati. Nel gioco è vestita prima come una piratessa, poi come una Signora dei Pirati. Secondo gli eventi del gioco, ella è stata nominata Signora dei Pirati da Sao Feng, alla sua morte sull'Imperatrice (la sua nave). Successivamente fu catturata da Davy Jones e liberata da Norringhton. Guida la battaglia navale tra la Perla Nera e l'Olandese Volante.
- Hector Barbossa: capitano che in passato diede del filo da torcere a Jack. È stato resuscitato da Tia Dalma ed aiuta la Perla Nera ed il Consiglio dei Pirati (di cui fa parte) a vincere la guerra contro Davy Jones. Scorta i suoi compagni a Singapore, salva Jack dallo scrigno di Davy Jones e si appropria illecitamente della Perla Nera, concedendo a Jack una scialuppa per andarsene.

### Secondari
- Edward Tegue: pirata e padre di Jack Sparrow (protagonista assoluto del gioco). Lo si vede solo nel primo episodio, in cui offre una spada e un piano a Jack per fuggire dalla Prigione Fortezza, per poi calciarlo facendolo finire in una canoa - e nel penultimo episodio, in cui avverte Jack ed il Consiglio che alcuni uomini di Beckett sono entrati nella Città del Naufragio e che quindi il Conclave dei Pirati deve aver inizio al più presto. Dopodiché, di lui non si avranno più tracce.
- Tia Dalma: sacerdotessa vudù e zingara sfuggente, compare nel terzo, nell'ottavo e nell'ultimo episodio. Dice a Jack che l'unica maniera per sconfiggere Davy Jones è quella di pugnalare il suo cuore. Inoltre, ha riportato in vita Barbossa e - alla fine del gioco - si trasforma nella dèa Calipso, causando il Maelstrom.
- Mogli di Sao Feng: due donne abili con la spada che condividono lo stesso marito, ossia il Signore dei Pirati del sud-est asiatico: Sao Feng. Compaiono solo nell'ottavo episodio e sono il boss di Hector Barbossa ed unico boss dell'episodio.
- "Sputafuoco" Bill Turner: padre di Will Turner, è un pirata che in passato siglò un patto con Davy Jones, dovendo quindi rimanere a bordo dell'Olandese Volante per il resto dei suoi giorni. Nel gioco, appare solo alla fine del primo episodio, in cui avverte Jack Sparrow dell'arrivo imminente di Davy Jones - e nel quarto episodio, in cui minaccia Will Turner con una spada, per poi rendersi conto che si trattava di suo figlio, che gli promette che sarebbe ritornato a prenderlo. Promessa che non verrà mai mantenuta.

### Antagonisti
- Davy Jones: mostro marino un tempo umano e co-antagonista dell'intero gioco. Può essere ucciso solo se il suo cuore viene pugnalato. Will Turner riesce a prendere la chiave che apre il forziere che contiene il suo cuore. Successivamente, il forziere viene rubato da Norringhton, che lo consegna alla Marina Britannica. Davy Jones viene ucciso da Jack e Will, che pugnala il suo cuore. Jones, quindi, muore e viene risucchiato dal Maelstrom.
- Lord Culter Beckett: co-antagonista dell'intero gioco. Egli è il Lord della Marina Britannica e ostacola la ciurma della Perla Nera. Mette una taglia sulla testa di Jack, Will ed Elisabeth e quando Norringhton ruba il forziere contenente il cuore di Davy Jones, Beckett ne ha il pieno controllo e fa sì che ambe le navi si scontrino in un'epica battaglia. Alla fine, muore sotto i cannoni della Perla Nera e dell'Olandese Volante (comandata da Will) e la sua nave viene distrutta.
- James Norringhton: antagonista secondario del gioco, in passato era l'amante di Elisabeth (ma il suo amore non era ricambiato). Nel gioco fa la sua comparsa nel quinto episodio come un ubriaco pirata, del tutto lontano dall'immagine di un Ufficiale della Marina Britannica. Egli ruba il forziere contenente il cuore di Davy Jones sull'Isla Cruces e lo consegna a Lord Culter Beckett. Libera Elisabeth dopo che viene imprigionata da Davy Jones nell'Olandese e muore in circostanze che non vengono fatte vedere, ma vengono spiegate da Elisabeth alla fine del penultimo episodio.

### Signori dei Pirati
- Capitan Chevalle il Francese
- Capitano Edoardo Villanova
- Signora Ching
- Capitan Jokar il Gentiluomo
- Capitan Hammand il Corsaro
- Capitan Sevijh Savajih
- Capitan Sao Feng
- Capitan Jack Tegue Sparrow
- Capitan Hector Barbossa

## Modalità di gioco
Il gioco gode di una grafica e di una grande quantità di personaggi e oggetti sbloccabili. Infatti, è impossibile sbloccare tutto finendo la modalità storia solamente una volta, viste le molte missioni secondarie e la necessità di giocare in modalità sfida per sbloccare alcuni personaggi.
La modalità storia ripercorre gli eventi del secondo e del terzo film. Le ambientazioni sono molte, con possibilità di esplorazione parziale.
Nella modalità sfida si affrontano delle sfide per sbloccare personaggi e oggetti, non sbloccabili nella modalità Storia.
Inoltre, vi è la modalità duello, dove è possibile svolgere un combattimento uno contro uno.
Fra i minigiochi, sono presenti il poker (simile all'odierno Texas hold 'em), Hearts e dadi pirata: gioco di dadi con puntate.
Nella modalità Storia, i duelli contro i boss sono per la maggior parte composti di Quick Time Events e da sessioni brevi di combattimento corpo a corpo. Inoltre sarà possibile interagire con alcuni oggetti nell'ambientazione ed usarli contro il nemico.